# 三角の距離は限りないゼロ
『三角の距離は限りないゼロ』（さんかくのきょりはかぎりないゼロ）は、岬鷺宮による日本のライトノベルおよびそれを原作としたするメディアミックス作品。イラストはHiten。電撃文庫（KADOKAWA）より2018年5月から2022年8月まで全8巻が刊行され、その後アフターストーリーとなる9巻が2023年4月に発売された。『このライトノベルがすごい！2019』では新作部門で第3位、文庫部門で8位をそれぞれ獲得。2022年6月時点で電子版を含めたシリーズ累計部数は40万部を突破している。

## あらすじ
宮前高校二年四組の矢野四季は一学期最初の日である四月九日、転入してきた水瀬秋玻に素の自分を見られたことをきっかけに、彼女に恋に落ちた。
始業式の放課後、教室に戻った矢野が見たものは、水瀬春珂という、もうひとりの人格と入れ替わった水瀬秋玻の姿だった。秋玻と春珂が二重人格であるという『二人』の秘密を知った矢野は、秋玻に近付きたいという下心と秋玻を演じる春珂の危うさから『彼女たち』が二重人格であることが周囲にバレないよう協力することを申し出る。
本作は東京都杉並区・西荻窪を舞台としており、作者の過去作である『失恋探偵ももせ』および『読者と主人公と二人のこれから』 『放送中です!にしおぎ街角ラジオ』などと世界観を共通しているが、本作から入っても理解できるよう配慮がなされている。

## 登場人物
担当声優はボイスドラマ版の声優を示す。 

### 主要人物
矢野 四季（やの しき）
声 - 若山晃久
二年四組。本作の主人公。その場の空気や雰囲気に合わせ、求められているであろう様々なキャラクターを演じているが、本来は池澤夏樹の『スティル・ライフ』を愛読する物静かな人物である。
他者に嫌われることへの畏れから様々なキャラクターを使い分けており、そんな自分自身に嘘をついている状況に嫌悪感を抱いている。しかし春珂はそんな矢野のことを他人の気持ちを汲み取ることが出来る思慮深い優しい人物であると評している。
二年の始業式の日に転入してきた秋玻のことが好きになるが、彼女に春珂というもうひとつの人格が存在することを知ったことをきっかけに彼女たちが二重人格であることがバレないようサポートをすることとなる。
一巻の終盤において秋玻、春珂との交流を通じて考え方が変わりキャラクターを使い分けることをやめると同時に、秋玻との交際を始める。
なお、昨年度は広尾修司、須藤伊津佳と同じ一年二組。
水瀬 秋玻（みなせ あきは）
声 - 市ノ瀬加那
本作のヒロイン。善福寺川と図書館にほど近いマンションの三階に住み、二年次より宮前高校二年四組に転入する。
感情の起伏が少なく、冷静に物事を判断する性格の持ち主で、平均して百三十一分ごとに春珂と入れ替わるという自身に降りかかった状況においてもその事実を受け止め、折り合いをつけ春珂と共存している上、秋玻自身は春珂の消滅を望んではいない。
春珂との情報共有はおもにスマートフォンのメモアプリやスケジューラーで行っており、矢野のサポートが入ってからは春珂の発案により交換日記も行うようになる。
ジャズを愛聴し、マル・ウォルドロンのLeft Aloneなど気に入った作品はレコーディング当時に想定された媒体で聴きたいという理由からレコードを入手するほどのこだわりを持つとともに、古い映画のブルーレイや純文学小説を嗜み、シックなファッションを好む。
当初は二重人格であることを悟られないため春珂の存在を秘匿し続けていたが、一巻の終盤において修司と伊津佳に対し春珂の存在とともに二重人格であることをカミングアウトする。
修司が伊津佳に告白したときは、矢野と春珂が仲の良い二人がそのまま一緒になればいいと考えていたのとは対照的にその状況を冷静に俯瞰するとともに浮き足立つ矢野に対し、舌を絡ませるほどのディープキスをしたり制服の上から胸を揉ませたりすることで、自分が矢野のことが好きなのは性的なことをしたいという感情も込みであり、好きだという感情が無ければそれは暴力でしかないと諭す。
なお、秋玻という名前は本名ではない。秋玻という名前を使う理由として、少なくとも春珂が顕現している間は自分だけが本名を名乗り、もう一人が新たに名付けた名を名乗るのはフェアではないという秋玻の考えにより学校側の許可を得て名乗っており、矢野を含む同級生たちは彼女の本名を知らない。
水瀬 春珂（みなせ はるか）
声 - 市ノ瀬加那
本作のもうひとりのヒロイン。七年前、秋玻が九歳のとき秋玻の身体に宿ったもうひとつの人格。
秋玻とは対照的におっちょこちょいで感情の起伏が激しく、ファンシーなぬいぐるみやかわいらしい服やアクセサリを好み、少女マンガを愛読している。また、秋玻と異なり人格が入れ替わる瞬間を他者に見られることを嫌がる。
自身が秋玻から分離した人格であることから自己肯定感が少し低めであり、いずれ自分は(本来の状態である)秋玻とひとつの人格に戻るべきとたびたび言及している。
かなり早い段階で矢野が秋玻に想いを寄せていることを見抜き、フォローに対する礼の意味も込めて矢野と秋玻の関係が進展するよう協力を申し出るとともに、三人の情報共有を目的とした交換日記を書くことを提案する。
一見すると秋玻と比べ劣っているように見えるが、元々は彼女と同じ身体を共有しているため彼女と同じく記憶力は良く、球技が苦手であるものの50m走を7秒1で走ることから決して運動能力が低いのではなく、メンタルの問題であることが示唆されている。

### 宮前高等学校関係者
広尾 修司（ひろお しゅうじ）
声 - 渋谷慧
一年二組（『読者と主人公と二人のこれから』）→二年四組（本作開始時点）。高校入学後からの矢野のクラスメイト。顔立ちが良く女子生徒からモテる。
須藤伊津佳と行動を共にすることが多く、細野晃とは小中九年間同じクラスだった。
二巻において長年の友人である伊津佳に告白するも返事を保留されている間、同じクラスの古暮千景から告白されるが、伊津佳に憧れることを理由に断る。
須藤 伊津佳（すどう いつか）
声 - 宮下早紀
一年二組（『読者と主人公と二人のこれから』）→二年四組（本作開始時点）。修司同様高校入学後からの矢野のクラスメイト。
一巻では矢野と秋玻のカミングアウトと春珂の登場に戸惑いを覚えるものの彼等のことを受け入れ、春珂とも友人関係を構築する。
彼女もまた、細野晃とは小中九年間同じクラスだった。
普段は明るく快活なツインテール女子だが、気落ちすると独り西荻窪駅南口近くのラーメン屋でラーメンをすする。
二巻において、長年の友人であり、見た目も性格も良い修司に告白されたことがきっかけで、表面上の明るさとは裏腹に実際は自己肯定感の低い人物であることそして彼女の視点で描かれている部分において矢野に対し特別な感情を抱いていることが示唆されている。また、修司に告白されたことで、矢野たちのアドバイス通り彼等の期待に応えて修司と付き合うべきか、彼等を落胆させてまで自身の心の声に従うかという誰にも言えない悩みに苛まれてしまうこととなる。
千代田 百瀬（ちよだ ももせ）
声 - 渡部紗弓
『失恋探偵ももせ』のヒロイン。現代国語の教師であり、矢野や秋玻が属する二年四組の担任。特殊な状況に置かれている秋玻に対し常に目を配っており、それとなくフォローアップを行うこともあるが、基本的には矢野たちに任せ、必要以上の介入は行わないようにしている。
文化祭では柊ところとともに宮前高校・御殿山高校で同時に放送される校内放送で失恋相談のコーナーを担当する。
また、隠しているわけではないが（さりとて積極的に吹聴しているわけではない）二巻終盤の時点で入籍しており、引き続き千代田姓を名乗っている。
なお、矢野が一年の時の担任でもあった。
細野 晃（ほその あきら）
『読者と主人公と二人のこれから』の主人公。中学時代から愛読している小説『十四歳』の主人公・トキコに共鳴し、暇さえあれば毎日のように繰返し愛読し、作品世界に没頭していたが、入学直後のクラスで目の前にまるで小説の中から飛び出してきたような風貌を持ち、性格も考え方も好みも小説と一致するクラスメイト・柊時子が目の前に現れたことがきっかけで彼女に近付くとともに晴れて恋人同士となる。
同作では一年七組だったが本作では二年一組。
矢野からは似たもの同士の同族嫌悪からあまり良い印象を抱かれていなかったが、告白後ギクシャクした修司と伊津佳の関係修復と、秋玻・春珂と時子との間を取り持つための親睦会のために自宅を提供したりするなどそれとなく彼等をアシストしており、二巻の終盤、矢野たちに対し心を閉ざしてしまった伊津佳に何をしてあげるべきか分からなくなってしまった矢野に時子とともに自身の経験を踏まえ自分がどうしたいかということに素直になるべきだとアドバイスする。
柊 時子（ひいらぎ ときこ）
『読者と主人公と二人のこれから』のヒロイン。小説家である姉が著した小説で、細野の愛読書である『十四歳』のモデルであり、十四歳当時の彼女の一挙手一投足そして彼女が日々感じたことや考えがつぶさに記されているという内容であるため、彼女の趣味嗜好や思想など、本来であればブラックボックスとなる自身の心の中が結果的に細野に筒抜けになってしまう。
同作では一年七組だったが本作では二年一組。
古暮 千景（こぐれ ちかげ）
二年四組。矢野、修司、伊津佳、秋玻、春珂と同じクラスの女子。
以前から修司に対し好意を抱き、伊津佳が修司からの告白を保留している間に「保留中は仮の彼女でもいいから」と修司に告白する。菅原未玖の従姉妹であり、『Omochi』の名付け親でもある。
与野 沙也（よの さや）
二年四組。矢野、修司、伊津佳、秋玻、春珂と同じクラスの女子で春珂と親しい生徒のひとり。氏家加奈と同じく手芸部に属し、文化祭では春珂主演、時子が脚本を書く人形劇の人形を作成することになる。
氏家 加奈（うじいえ かな）
二年四組。矢野、修司、伊津佳、秋玻、春珂と同じクラスの女子で春珂と親しい生徒のひとり。与野沙也と同じく手芸部に属し、文化祭では春珂主演、時子が脚本を書く人形劇の人形を作成することになる。
菅原 未玖（すがわら みく） / Omochi
二年四組。あまり部屋から出ず学校に来ず、『Omochi』名義で曲を作ってネットで発信したり、有名ミュージシャンの楽曲のリミックスに参加したり、クラブイベントに出演していたりして有名になりつつある。
矢野たちと邂逅したことをきっかけに文化祭以後は登校するようになる。

### 水瀬家
水瀬 岳夫（みなせ たけお）
秋玻の父親で医師。子煩悩かつ心配性なところがあり、はじめての修学旅行に行く娘を案じるあまり長文のLINEを送る。
娘がまだ幼いころ、ある事情から娘とともに当時住んでいた北海道から奈良を訪れたという描写がある。
水瀬 実春（みなせ　みはる）
秋玻の母親。

### その他の人物
庄司 霧香（しょうじ きりか）
御殿山高校一年。矢野たちが通う宮前高校と共同で開催される文化祭の実行委員のステージを担当する矢野、秋玻、春珂の御殿山高校側のカウンターパート。
実は二年前、矢野が中学三年の時、同じ塾に通っていたころからの知り合いであり、当時他者とのコミュニケーションに難儀していた矢野に相手の調子に合わせたコミュニケーションスキルを伝授することでかつての矢野のパーソナリティを形成させると同時に、矢野が本当の自分から乖離したキャラを演じる自分自身に嫌悪感を抱くようになった遠因を作った人物。
高いコミュニケーション能力を有し校内のヒエラルキー上位に君臨するとともに、奔放な発言と独特なセンスから良く言えば飄々とした、悪く言えば人を食ったような態度を取る人物であり、当初春珂は彼女に親しみを覚えるが、対照的に秋玻は現在の矢野を見下すような彼女の態度に嫌悪感を抱く。
打ち合わせのために宮前高校を訪れた際に邂逅した時子もまた、彼女の人の心に踏み込んでくるような態度にちょっと信頼がおけないと評している。
なお、作者の過去作『陰キャになりたい陽乃森さん』の登場人物であり、二年前の矢野同様、作中の陰キャ女子たちにも指導を行っている。
柊 ところ（ひいらぎ ところ）
柊時子の姉で小説家。作中作である十四歳のころの時子をモデルにした『十四歳』と、細野晃をモデルにした『十五歳 Side A』の作者。
宮前高校の卒業生で、文化祭では千代田百瀬とともに宮前高校・御殿山高校で同時に放送される校内放送で失恋相談のコーナーを担当する。
野々村 九十九（ののむら つくも）
千代田百瀬の夫であり、柊ところの担当編集者。

## 作風
作者は本作を執筆する際にこだわった点について「一番はキャラクターの感性と自意識」だと述べており、特に本作は「一人の中に二人いる」女の子を丁寧に描くことで、男の子側の感性表現だけに特化しないようにしている。また、自身の過去作『読者と主人公と二人のこれから』と同様に今作でも「一人の女子を異なる視点で描く」ことにこだわっており、その理由について「自分が現実の女子に対して、現実と想像の2つの視点から感じることがあったから」だと述べたうえで「他人のことを見える範囲だけで理解するのはダメだということを描きたくて、そういった構造になりがちなのかもしれない」と分析している。
本作では作者の過去作のキャラクターが登場するが、作者によれば登場させている特別な理由はないとのこと。ただ、例外として自身のデビュー作『失恋探偵ももせ』のヒロイン・千代田百瀬に関しては作者曰く「キャラクターとして好きすぎる部分もある」ため、作風に合わなくとも無理やり登場させるレベルであるとのこと。

## 制作背景
作者は企画段階では短編のオムニバス的なネタを考えており、二重人格の少女はそのネタのうちのひとつだったという。その後、自身を偽る主人公・矢野四季の存在を思い浮かんだ際に「これはひとつの物語にできる」と感じ、彼らをメインとした小説を考えていくことになったという。
本作のイラストレーターにHitenを起用した理由について作者は「高校生の恋愛を書く上で、それにまつわる色んな事柄をぼかさずに描けることや、最終的にキラキラとした世界を描いてもらえるイラストレーターであると思ったことが決め手」だと述べている。

## 既刊一覧

### 小説
- 岬鷺宮（著）・Hiten（イラスト）、KADOKAWA〈電撃文庫〉、全9巻
  - 『三角の距離は限りないゼロ』、2018年5月10日初版発行（同日発売[11]）、ISBN 978-4-04-893829-7
  - 『三角の距離は限りないゼロ2』、2018年11月10日初版発行（同日発売[12]）、ISBN 978-4-04-912100-1
  - 『三角の距離は限りないゼロ3』、2019年5月10日初版発行（同日発売[13]）、ISBN 978-4-04-912386-9
  - 『三角の距離は限りないゼロ4』、2019年11月9日初版発行（同日発売[14]）、ISBN 978-4-04-912800-0
  - 『三角の距離は限りないゼロ5』、2020年5月9日初版発行（同日発売[15]）、ISBN 978-4-04-913183-3
  - 『三角の距離は限りないゼロ6』、2020年11月10日初版発行（同日発売[16]）、ISBN 978-4-04-913306-6
  - 『三角の距離は限りないゼロ7』、2021年8月10日初版発行（8月6日発売[17]）、ISBN 978-4-04-913306-6
  - 『三角の距離は限りないゼロ8』、2022年8月10日初版発行（同日発売[18]）、ISBN 978-4-04-914030-9
  - 『三角の距離は限りないゼロ9 After Story』2023年4月10日初版発行（4月7日発売[19]）、ISBN 978-4-04-914972-2

### 漫画
- 森野カスミ（著）・岬鷺宮（原作）・Hiten（キャラクター原案）『三角の距離は限りないゼロ』 KADOKAWA〈MFコミックス アライブシリーズ〉、全3巻
  1. 2019年10月23日初版第一刷発行（同日発売[20][21]）、ISBN 978-4-04-064138-6
  2. 2020年6月23日初版第一刷発行（同日発売[22]）、ISBN 978-4-04-064699-2
  3. 2020年12月23日初版第一刷発行（同日発売[23]）、ISBN 978-4-04-680031-2

## 関連企画
伊藤美来のナレーションによるテレビCMが2019年11月1日よりYouTubeの電撃文庫チャンネルにて公開され、11月2日より放送された。
YouTubeの電撃文庫チャンネルにおいて、電撃文庫の新作及び人気シリーズの冒頭部分を声優が朗読する企画「電撃文庫朗読してみた」のひとつとして、2021年3月12日に楠木ともりによる約8分の朗読が配信された。
同じくYouTubeの電撃文庫チャンネルにおいて、本作のボイスドラマが2021年8月27日より公開されている。